# كومباك
شركة كومباك للحاسوب (بالإنجليزية: Compaq Computer Corporation)‏ هي شركة أجهزة حاسوب شخصي والتي تأسست في عام 1982. وهي واحدة من أكبر موردي أنظمة الحوسبة الشخصية في العالم، وبقيت كومباك بوصفها مؤسسة مستقلة حتى عام 2002، عندما قامت شركة هيوليت باكارد (HP) بالحصول عليها بقيمة 25 مليار دولار أمريكي. وقبل سيطرتها كان مقر الشركة في شمال غرب مقاطعة هاريس، تكساس، الولايات المتحدة.
تم تشكيل الشركة من قبل رود كانيون، جيم هاريس وبيل مورتو، حيث يعتبروا جميعهم من كبار المديرين السابقين لشركة تكساس أنسترومنت (بالإنجليزية: Texas Instruments)‏. غادر مورتو (نائب الرئيس الأول للمبيعات) كومباك في عام 1987، بينما غادر كانيون (الرئيس والمدير التنفيذي) وهاريس (SVP للهندسة) في عملية تغيير في عام 1991، والتي شهدت تعيين إيكهارد فايفر رئيسًا ومديرًا تنفيذيًا. خدم فايفر خلال التسعينيات. قدم بن روزن تمويل رأس المال الاستثماري للشركة الناشئة وشغل منصب رئيس مجلس الإدارة لمدة 17 عامًا من عام 1983 حتى 28 سبتمبر 2000، عندما تقاعد وخلفه مايكل كابيلاس، الذي شغل منصب رئيس مجلس الإدارة والرئيس التنفيذي الأخير حتى اندماجها مع إتش بي.

## تاريخ

أول شعار كومباك، استخدم حتى عام 1993

### التأسيس
تأسست شركة كومباك في فبراير 1982 على يد رود كانيون وجيم هاريس وبيل مورتو، وهم ثلاثة من كبار المديرين من شركة تكساس إنسترومنتس المصنعة لأشباه الموصلات. كان الثلاثة قد غادروا بسبب فقدان الثقة في إدارة TI، وفكروا في البداية ولكن قرروا في النهاية عدم بدء سلسلة من المطاعم المكسيكية. استثمر كل منهما 1000 دولار لتشكيل الشركة التي تأسست بالاسم المؤقت جات واي تكنولوجي (بالإنجليزية: Gateway Technology)‏. قيل أن اسم «كومباك» مشتق من «التوافق والجودة» ولكن هذا التفسير كان فكرة لاحقة. تم اختيار الاسم من بين العديد من الذين اقترحهما أوغلفي وماذر، لأنه الاسم الأقل رفضًا. تم رسم أول كمبيوتر كومباك على مفرش بواسطة تاد باباجون (بالإنجليزية: Ted Papajohn)‏ أثناء تناول الطعام مع المؤسسين في متجر الفطائر،(يُسمى هاوس أوف بيز في هيوستن). جاء رأس مالهم الاستثماري الأول من بنجاميا أم روزن وسفن روزن فادز، الذين ساعدوا الشركة الوليدة في تأمين 1.5 مليون دولار لإنتاج أجهزة الكمبيوتر الأولية الخاصة بهم. بشكل عام، تمكن المؤسسون من جمع 25 مليون دولار من أصحاب رؤوس الأموال، حيث أعطى ذلك الاستقرار للشركة الجديدة بالإضافة إلى توفير الضمانات للتجار أو الوسطاء.
على عكس العديد من الشركات الناشئة، ميزت كومباك عروضها عن العديد من نسخ آي بي أم (بالإنجليزية: IBM)‏ الأخرى من خلال عدم التركيز بشكل أساسي على السعر، ولكن بدلاً من ذلك التركيز على الميزات الجديدة، مثل قابلية النقل وعروض الرسومات الأفضل بالإضافة إلى الأداء - وكل ذلك بأسعار مماثلة لتلك الخاصة بأجهزة كمبيوتر آي بي أم. على عكس كمبيوتر ديل وجات واي 2000، وظفت كومباك مهندسين مخضرمين بمتوسط 15 عامًا من الخبرة، مما أضفى المصداقية على سمعة كومباك من الموثوقية بين العملاء. بفضل شراكتها مع شركة إنتيل، تمكنت كومباك من الحفاظ على ريادتها التكنولوجية في السوق حيث كانت أول شركة تقدم أجهزة كمبيوتر تحتوي على الجيل التالي من كل معالج إنتيل.
بتوجيه من كانيون، باعت كومباك أجهزة الكمبيوتر فقط من خلال التجار لتجنب المنافسة المحتملة التي ستعززها قناة البيع المباشر، مما ساعد على تعزيز الولاء بين البائعين. من خلال منح التجار مساحة كبيرة في تسعير عروض كومباك، إما زيادة كبيرة في الأرباح أو خصم لمزيد من المبيعات، كان لدى التجار حافز كبير للإعلان عن كومباك.
خلال السنة الأولى من المبيعات (السنة الثانية من التشغيل)، باعت الشركة 53000 جهاز كمبيوتر شخصي لمبيعات بلغت 111 مليون دولار، وهي أول شركة ناشئة تصل إلى 100 مليون دولار بهذه السرعة. تم طرح كومباك للاكتتاب العام في عام 1983 في بورصة نيويورك وجمعت 67 مليون دولار. في عام 1986، تمتعت بمبيعات قياسية بلغت 329 مليون دولار من 150.000 جهاز كمبيوتر، وأصبحت أصغر شركة على الإطلاق تصنع فورتين 500. في عام 1987، حققت كومباك عائدًا قدره مليار دولار، واستغرقت أقل قدر من الوقت للوصول إلى هذا الإنجاز. بحلول عام 1991، احتلت كومباك المركز الخامس في سوق أجهزة الكمبيوتر بمبيعات بلغت 3 مليارات دولار في ذلك العام.
اثنان من كبار المديرين التنفيذيين للتسويق في السنوات الأولى لشركة كومباك، وهما جيم داريزو وسباركي سباركس، جاءا من مجموعة أجهزة الكمبيوتر الشخصية لشركة آي بي أم. ومن بين المديرين التنفيذيين الرئيسيين الآخرين المسؤولين عن النمو السريع للشركة في أواخر الثمانينيات وأوائل التسعينيات، روس أ. كولي، زميل سابق آخر في شركة آي بي إم، عمل لسنوات عديدة كنائب أول للرئيس لجنرال موتورز أمريكا الشمالية. مايكل سوافيلي، الذي كان كبير مسؤولي التسويق في الشركة في السنوات الأولى، وأدار منظمة أمريكا الشمالية في النهاية، ثم نقل هذه المسؤولية إلى كولي عندما تقاعد سوافلي. في الولايات المتحدة، قاد بريندان إيه «ماك» ماكلوغلين (مدير تنفيذي آخر في شركة آي بي أم لفترة طويلة) منظمة المبيعات الميدانية للشركة بعد بدء منطقة العمليات في غرب الولايات المتحدة. هؤلاء التنفيذيون، إلى جانب المساهمين الرئيسيين الآخرين، بما في ذلك كيفن إلينجتون ودوغلاس جونز وستيفن فلانيجان وجاري ستيماك، ساعدوا الشركة في التنافس ضد شركة آي بي إم في جميع فئات مبيعات أجهزة الكمبيوتر الشخصية، بعد أن توقع الكثيرون أنه لا أحد يستطيع التنافس مع العملاق.

كان كانيون الناعم شائعًا بين الموظفين وساعدت الثقافة التي بناها شركة كومباك على جذب أفضل المواهب. بدلاً من أن يكون مقر الشركة في ناطحة سحاب في وسط مدينة هيوستن، اختار كانيون حرمًا جامعيًا على طراز الساحل الغربي محاطًا بالغابات، حيث كان لكل موظف مكاتب مماثلة ولم يكن لدى أي شخص (ولا حتى الرئيس التنفيذي) مكان مخصص لوقوف السيارات. في الاجتماعات نصف السنوية، كان الإقبال مرتفعًا حيث يمكن لأي موظف طرح أسئلة على كبار المديرين. في عام 1987، استقال المؤسس المشارك للشركة بيل مورتو للدراسة في برنامج تعليم ديني في جامعة سانت توماس. ساعد مورتو في تنظيم إستراتيجية التسويق والتوزيع لدى الوكلاء المعتمدين للشركة، وشغل منصب نائب الرئيس الأول للمبيعات منذ يونيو 1985. وخلف مورتو روس أ. كولي، مدير مبيعات الشركات. كان كولي مسؤولاً أمام مايكل سوافيلي، نائب الرئيس للتسويق، الذي تم تكليفه بمسؤولية متزايدة ولقب نائب الرئيس للمبيعات والتسويق.

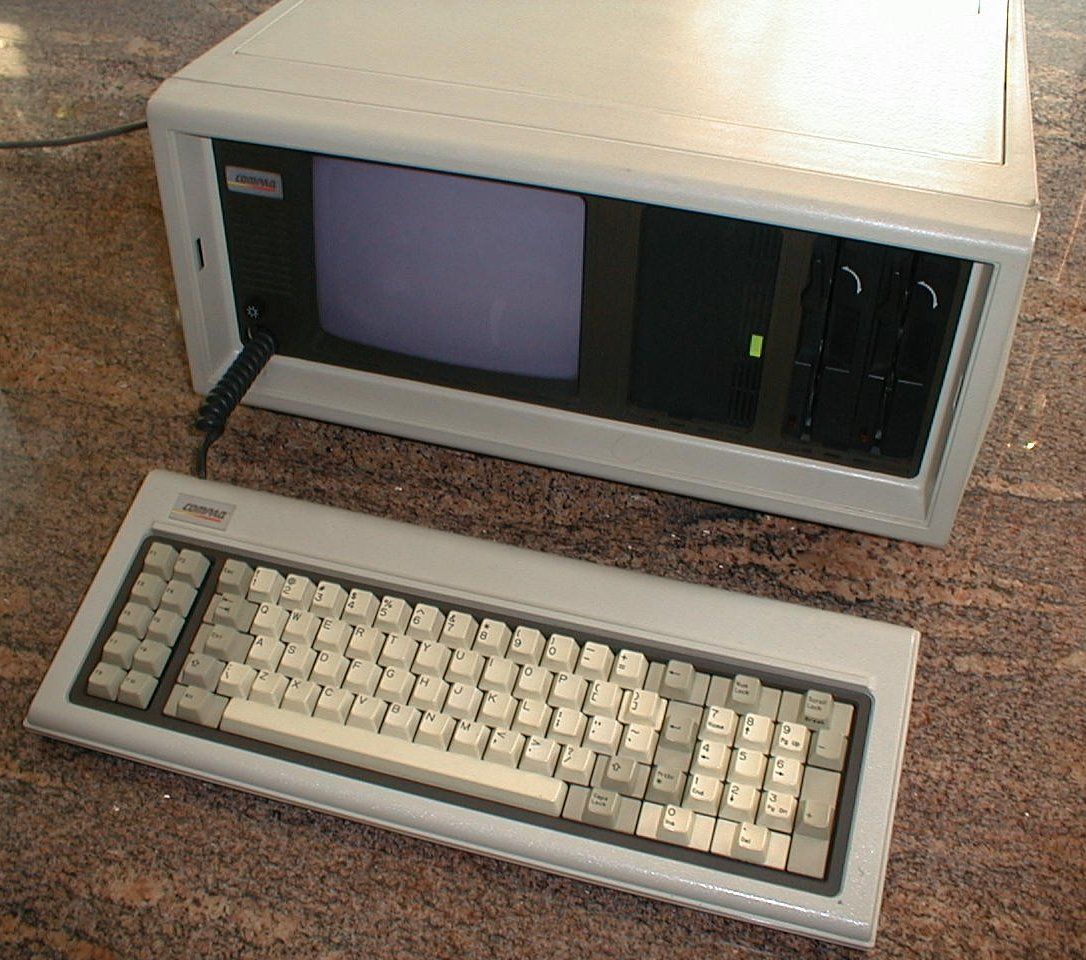
كومباك محمول

### مقدمة من كومباك المحمولة

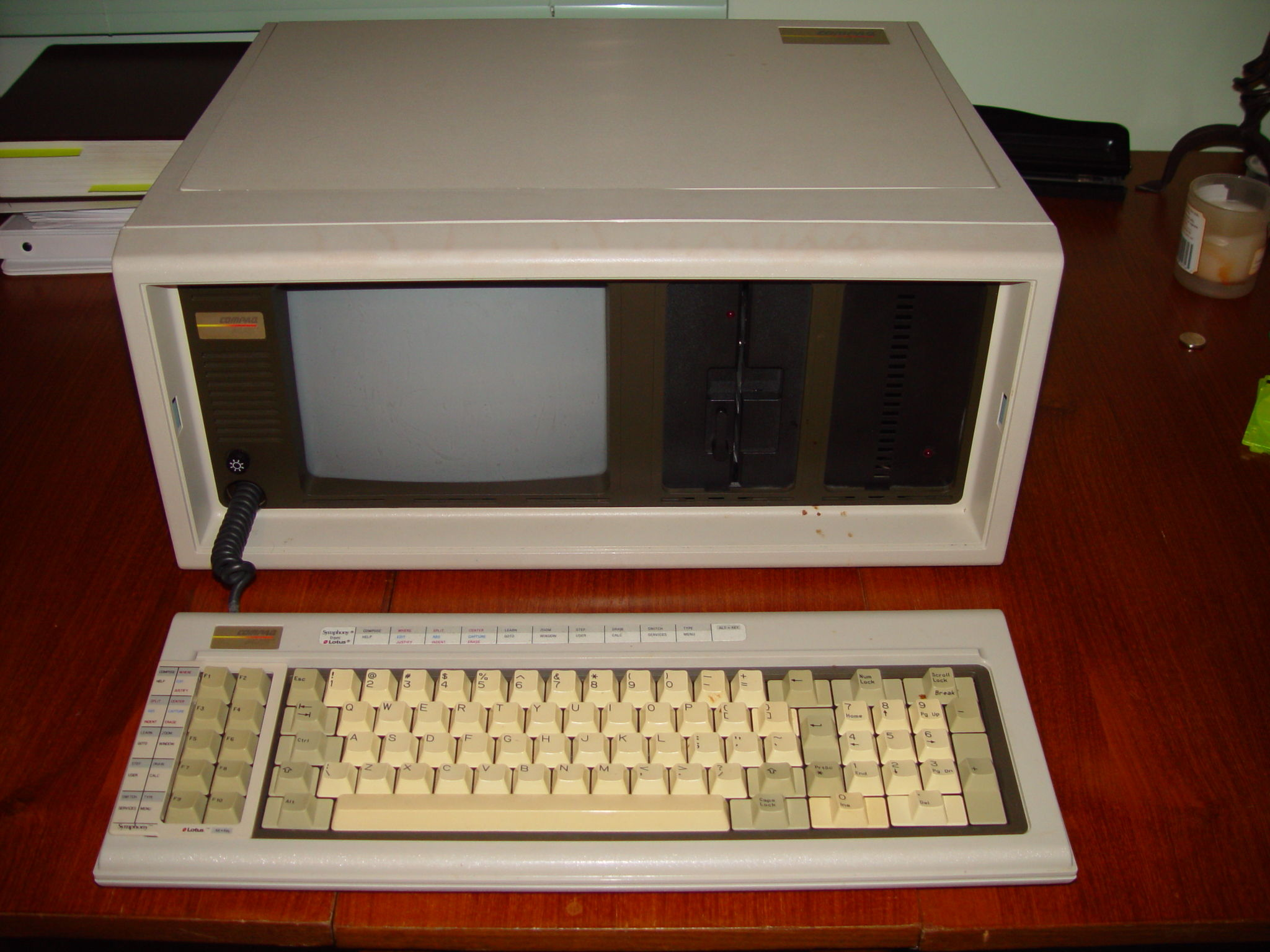
كومباك محمول (بورتابل) 3

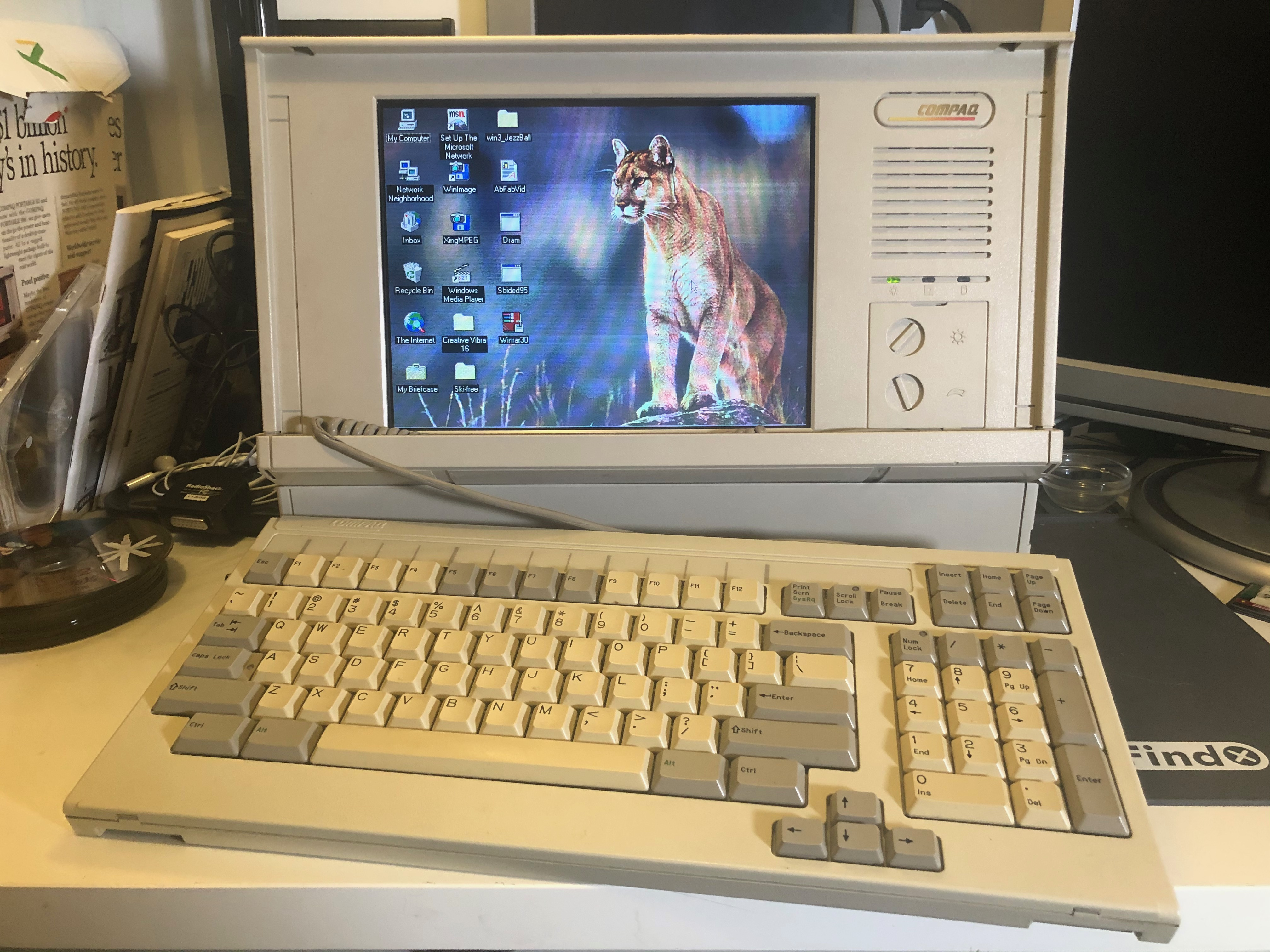
كومباك محمول 486سي

في نوفمبر 1982، أعلنت شركة كومباك عن أول منتج لها، وهو كومباك بورتابل، وهو كمبيوتر شخصي محمول متوافق مع آي بي أم بي سي. تم إصداره في مارس 1983 بسعر 2995 دولارًا. كان كومباك المحمول أحد أسلاف الكمبيوتر المحمول اليوم. أطلق عليها البعض اسم «كمبيوتر حقيبة السفر» نظرًا لحجمها وشكل غلافها. كان ثاني جهاز كمبيوتر متوافق مع آي بي أم، حيث أنه قادر على تشغيل جميع البرامج التي يمكن تشغيلها على كمبيوتر آي بي أم بي سي. لقد كان نجاحًا تجاريًا، حيث بيع 53000 وحدة في عامه الأول وحقق إيرادات مبيعات قدرها 111 مليون دولار. كان كومباك المحمول هو الأول في سلسلة كومباك المحمولة. تمكنت كومباك من تسويق نسخة شرعية من آي بي أم لأن هذه الأخيرة استخدمت في الغالب أجزاء «جاهزة» لأجهزة الكمبيوتر الخاصة بهم. علاوة على ذلك، احتفظت ميكروسوفت بالحق في ترخيص نظام التشغيل لشركات تصنيع أجهزة الكمبيوتر الأخرى. الجزء الوحيد الذي كان يجب تكراره هو بيوس (بالإنجليزية: BIOS)‏، وهو ما فعلته شركة كومباك بشكل قانوني باستخدام تصميم غرفة نظيفة بتكلفة مليون دولار.
على عكس الشركات الأخرى، لم تقم كومباك بتجميع برامج التطبيقات مع أجهزة الكمبيوتر الخاصة بها. قال نائب الرئيس للمبيعات والخدمة إتش إل سباركس في أوائل عام 1984.
لقد درسناه، وفي كل مرة نعتبره نرفضه. لا أصدق وشبكة وكلائنا لا تعتقد أن التجميع هو أفضل طريقة لتسويق هذه المنتجات.
أنت تزيل الحرية من التجار في بيع البضائع حقًا عند تجميع البرامج. يعتبره الكثير من الناس وسيلة للتحايل التسويقي. كما تعلم، عندما تعلن عن جهاز كمبيوتر بقيمة 3000 دولار مع برنامج مجاني بقيمة 3000 دولار، فمن الواضح أنه لا يمكن أن يكون صحيحًا.
يجب أن يقف البرنامج على أساس مزاياه وأن يتم دعمه وكذلك الأجهزة. لماذا يجب أن تكون مقيدًا باستخدام البرنامج الذي يأتي مع قطعة من الأجهزة؟ أعتقد أنه يمكن أن يمنع المبيعات على المدى الطويل.
بدلاً من ذلك، أكدت شركة كومباك على توافق أجهزة الكمبيوتر، والتي صنفت شركة فيوتشير كومباك في مايو 1983 شركة كومباك ضمن أفضل الأمثلة. ذكرت صحيفة نيويورك تايمز في مارس من ذلك العام أن «العديد من مراقبي الصناعة يعتقدون أن شركة كومباك مهيأة للنمو السريع». بحلول تشرين الأول (أكتوبر)، عندما أعلنت الشركة عن كومباك بلس بقرص صلب بسعة 10 ميجابايت، كتبت مجلة بي سي ماجازين عن «سمعتها في التوافق مع الأقراص المرنة المحمولة المرموقة». ظلت أجهزة الكمبيوتر كومباك أكثر نسخ أجهزة الكمبيوتر توافقًا حتى عام 1984،  وحافظت على سمعتها من حيث التوافق لسنوات،  حتى عندما أصبح استنساخ (بالإنجليزية: BIOSes)‏ متاحًا من شركة (بالإنجليزية: Phoenix Technologies)‏ والشركات الأخرى التي عكست تصميم آي بي أم الهندسي، ثم باعت نسختها الشركات المصنعة استنساخ.

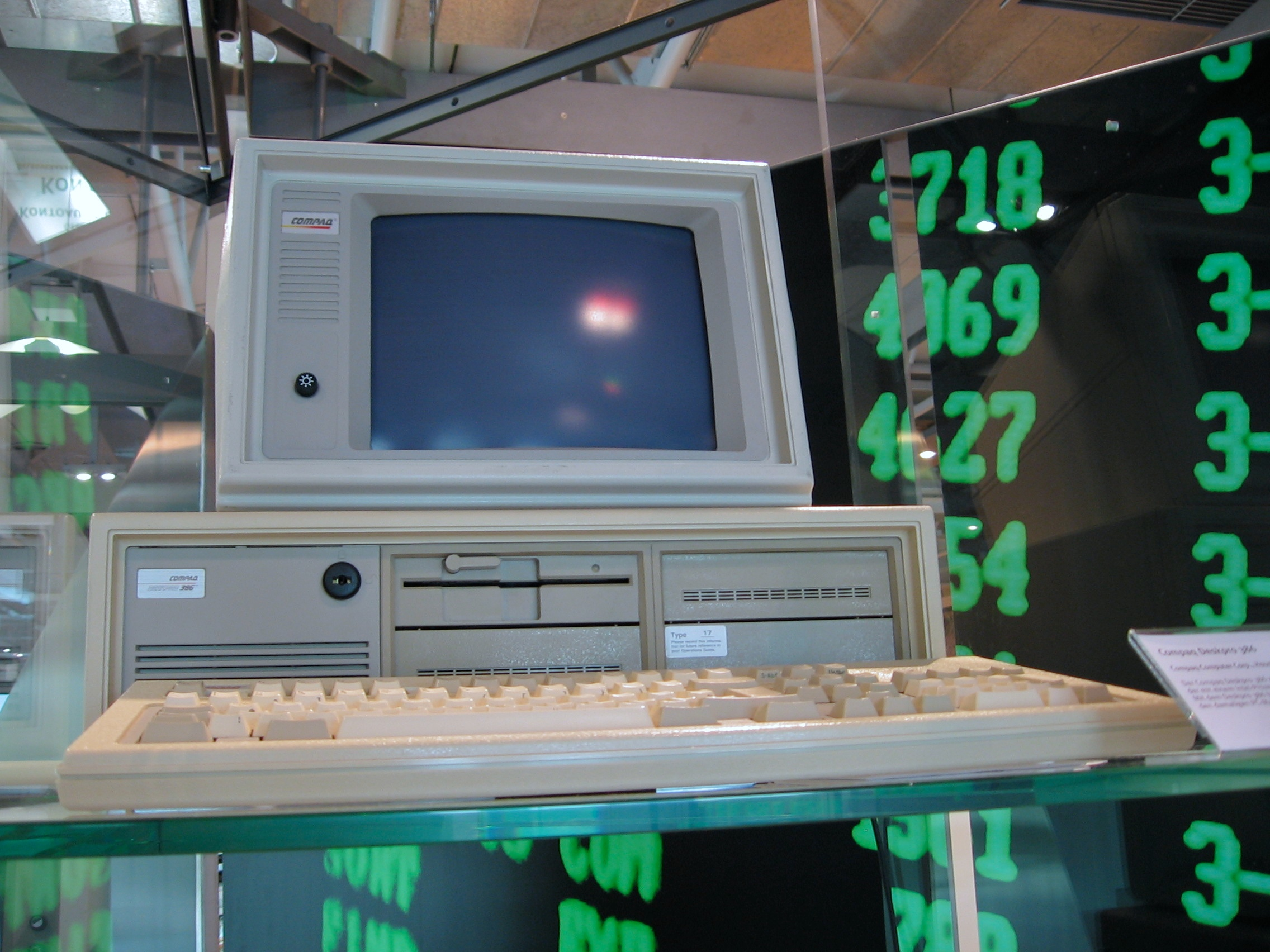
كومباك ديسك برو

### كومباك ديسك برو
في 28 يونيو 1984، أصدرت كومباك إنتاجها الجديد كومباك ديسكبرو، وهو كمبيوتر مكتبي 16 بت يستخدم معالج إنتيل 8086 يعمل بسرعة 7.14 ميجاهرتز. كان أسرع بكثير من كمبيوتر آي بي أم الشخصي وكان، مثل كومباك المحمول الأصلي، قادرًا أيضًا على تشغيل برنامج آي بي أم. كان أول كمبيوتر غير محمول لشركة كومباك وبدأ خط أجهزة الكمبيوتر ديسك برو.

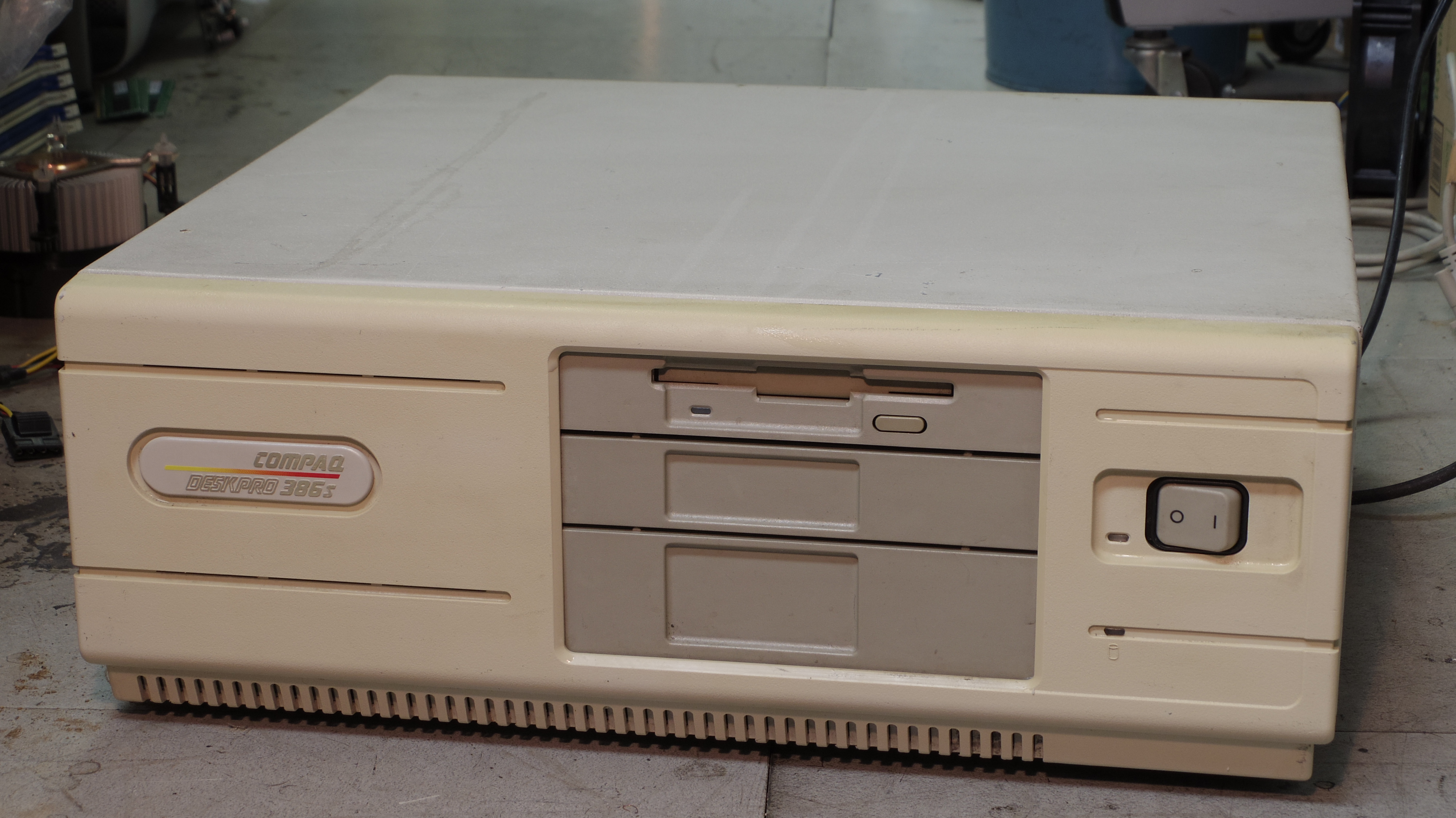
كومباك ديسك برو 386s

### كومباك ديسك برو 386
قدمت كومباك أول جهاز كمبيوتر على أساس معالج إنتل الجديد 80386، كومباك ديسك برو 386، في عام 1986. قال بيل جيتس من مايكروسوفت فيما بعد:
لم يثق أفراد شركة آي بي أم في جهاز 386. لم يعتقدوا أنه سيتم إنجازه. لذلك شجعنا كومباك على المضي قدمًا وعمل آلة 386. كانت هذه هي المرة الأولى التي بدأ فيها الناس في الشعور بأنه لم تكن شركة آي بي أم هي التي تضع المعايير فحسب، وأن هذه الصناعة لها حياة خاصة بها، وأن شركات مثل كومباك وإنتيل كانت هناك تقوم بأشياء جديدة يجب على الناس الانتباه إليها.
وصلت آلة 386 من صنع آي بي أم إلى السوق بعد عام تقريبًا. كان الكمبيوتر كومباك 386 بمثابة أول تغيير في وحدة المعالجة المركزية لمنصة الكمبيوتر الشخصي لم تبدأه شركة آي بي أم، ولكن بحلول ذلك الوقت كانت كومباك هي المزود المفضل 386 ولكن فقدت آي بي أم صورتها في الريادة التقنية. خلال الأشهر الثلاثة الأولى بعد الإعلان، تم شحن ديسك برو 386 بنظام ويندوز/ 386. كان هذا إصدارًا من ويندوز 2.1 تم تكييفه مع المعالج 80386. تمت إضافة دعم وضع 8086 الظاهري بواسطة مهندسي كومباك.

### نظام كومباكت سيستم برو
تم التأكيد على ريادة كومباك التقنية والتنافس مع آي بي أم عندما تم إطلاق خادم سيستم برو في أواخر عام 1989 - كان هذا منتج خادم حقيقي مع دعم قياسي لوحدة المعالجة المركزية و RAID الثانية، ولكنه أيضًا المنتج الأول الذي يتميز بحافلة إِ آي أس إي (بالإنجليزية: EISA)‏، المصممة في رد الفعل إلى أم سي إي (بالإنجليزية: MicroChannel)‏ الخاصة بشركة آي بي أم والتي كانت غير متوافقة مع ناقل إي تي الأصلي.
على الرغم من نجاح كومباك بكونها متوافقة مع آي بي أم بنسبة 100٪، فقد قررت الاستمرار في ناقل إي تي الأصلي - والذي أعاد تسميته آي أس إي - بدلاً من ترخيص أم سي إي الخاص بشركة آي بي أم. قبل تطوير إِ آي أس إي كومباك استثمرت موارد كبيرة في الهندسة العكسية أم سي إي، لكن مسؤوليها التنفيذيين حسبوا بشكل صحيح أن 80 مليار دولار تم إنفاقها بالفعل من قبل الشركات على التكنولوجيا المتوافقة مع آي بي أم سيجعل من الصعب على آي بي أم حتى إجبار الشركات المصنعة على اعتماد تصميم أم سي إي الجديد. شكلت كومباك تحالفًا مع إتش بي وسبع شركات تصنيع رئيسية أخرى، تُعرف مجتمعة باسم «عصابة تسعة» (بالإنجليزية: Gang of Nine)‏، لتطوير إِ آي أس إي.

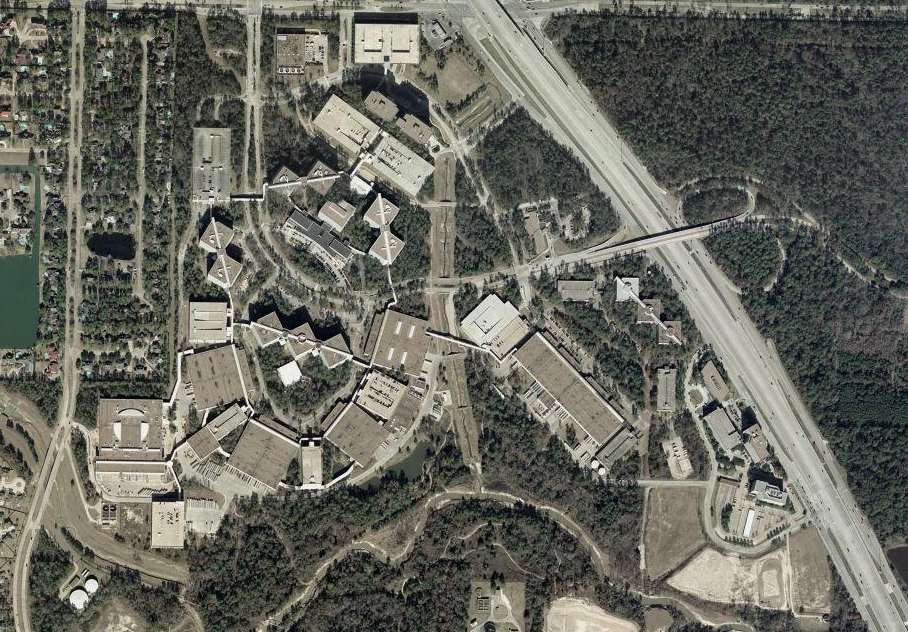
خريطة جوية لمقر كومباك، الذي أصبح الآن حرم إتش بي الولايات المتحدة الأميركية في مقاطعة هاريس، تكساس

### التسعينيات
بحلول عام 1989، كتبت صحيفة التايمز أن كونك أول من أطلق جهاز كمبيوتر شخصي يستند إلى 80386 جعل شركة كومباك رائدة الصناعة و «لم تؤذي شركة أكثر -من حيث المكانة والدولار- أكثر من شركة آي بي أم». كانت الشركة مؤثرة للغاية لدرجة أن المراقبين والمديرين التنفيذيين تحدثوا عن «توافق كومباك». أفاد موقع إنفو ورلد (بالإنجليزية: InfoWorld)‏ أنه «في سوق آي أس إي تعد كومباك بالفعل مساوية لشركة آي بي أم في اعتبارها رهانًا آمنًا»، نقلاً عن محلل من جانب البيع وصفها بأنها «الخيار الآمن الآن في أجهزة الكمبيوتر الشخصية». حتى شركة تاندي المنافسة اعترفت بقيادة كومباك، مشيرة إلى أنه داخل عصابة تسعة «عندما يكون لديك 10 أشخاص يجلسون أمام طاولة لكتابة رسالة إلى الرئيس، يجب على شخص ما أن يكتب الرسالة. كومباك تجلس على الآلة الكاتبة».

### أوستر من المؤسسين
مايكل س. سوافيلي، رئيس قسم أمريكا الشمالية بشركة كومباك منذ مايو 1989، حصل على إجازة لمدة ستة أشهر في يناير 1991 (والذي سيصبح تقاعدًا ساريًا في 12 يوليو 1991). تم تعيين إيكهارد فايفر، رئيس شركة كومباك الدولية، خلفًا له. حصل فايفر أيضًا على لقب كبير مسؤولي التشغيل، حيث كان مسؤولاً عن عمليات الشركة على مستوى عالمي، بحيث يمكن أن تخصص كانيون المزيد من الوقت للاستراتيجية. أدى رحيل سوافيلي المفاجئ في يناير إلى شائعات عن الاضطرابات في الجناح التنفيذي لشركة كومباك، بما في ذلك الاحتكاك بين كانيون وسوافيلي، على الأرجح حيث حصل فايفر منافس سوافيلي على المركز الثاني في القيادة. كانت مؤسسة التسويق في سوافيلي في الولايات المتحدة تخسر قوتها مع نمو بنسبة 4 ٪ فقط لشركة كومباك مقابل 7 ٪ في السوق، ويرجع ذلك على الأرجح إلى نقص الإمدادات من LTE 386s من نقص المكونات، والمنافسين الذين قوضوا أسعار كومباك بنسبة تصل إلى 35 ٪، وكبار العملاء الذين لم تعجبه سياسة كومباك الخاصة بالتاجر فقط. أصبح فايفر رئيسًا ومديرًا تنفيذيًا لشركة كومباك في وقت لاحق من ذلك العام، نتيجة لانقلاب في مجلس الإدارة بقيادة رئيس مجلس الإدارة بن روزين أجبر المؤسس المشارك رود كانيون على الاستقالة من منصب الرئيس والمدير التنفيذي.
انضمت شركة فايفر إلى شركة كومباك من شركة تكساس إنسترومنت، وأنشأت عملياتها من الصفر في كل من أوروبا وآسيا. حصل فايفر على 20000 دولار أمريكي لبدء كومباك يوروب  أسس أول مكتب خارجي لشركة كومباك في ميونيخ في عام 1984. بحلول عام 1990، كانت شركة كومباك أوروبا تعمل بملياري دولار أمريكي والمرتبة الثانية وراء شركة آي بي إم في تلك المنطقة، وساهمت المبيعات الأجنبية بنسبة 54 في المائة من عائدات كومباك. بينما كانت فايفر، أثناء نقل إستراتيجية كومباك الأمريكية للتوزيع على الوكلاء فقط إلى أوروبا، أكثر انتقائية في تسجيل التجار مما كانت كومباك في الولايات المتحدة بحيث كان التجار الأوروبيون أكثر تأهيلًا للتعامل مع منتجاتها المعقدة بشكل متزايد.
خلال الثمانينيات، وتحت إشراف كانيون، ركزت كومباك على الهندسة، البحث، مراقبة الجودة وإنتاج آلات عالية الأداء مع هوامش ربح عالية سمحت لشركة كومباك بمواصلة الاستثمار في الهندسة وتقنية الجيل التالي. كانت هذه الإستراتيجية ناجحة حيث تم اعتبار كومباك علامة تجارية موثوق بها، في حين أن العديد من نسخ آي بي أم الأخرى كانت غير موثوق بها بسبب ضعف الموثوقية. ومع ذلك، بحلول نهاية الثمانينيات، قام العديد من الشركات المصنعة بتحسين جودتها وتمكنت من إنتاج أجهزة كمبيوتر غير مكلفة مع مكونات جاهزة، دون تكبد أي من تكاليف البحث والتطوير التي سمحت لهم بتقويض أجهزة كمبيوتر كومباك باهظة الثمن. في مواجهة المنافسين ذوي التكلفة المنخفضة مثل ديل كمبيوتر وإي أس تي ريسيرش وجات واي 2000، تكبدت كومباك خسارة قدرها 71 مليون دولار لهذا الربع، وهي أول خسارة لها كشركة، بينما انخفض السهم بأكثر من الثلثين. وذكر أحد المحللين أن «كومباك ارتكبت الكثير من الأخطاء التكتيكية في العام ونصف العام الماضيين. لقد كانوا من أصحاب التوجهات، والآن هم متأخرون». اعتقد كانيون في البداية أن الركود في التسعينيات كان مسؤولاً عن انخفاض مبيعات كومباك، لكنه أصر على أنها ستتعافى بمجرد تحسن الاقتصاد، لكن ملاحظة فايفر للسوق الأوروبية أشارت إلى أنها كانت منافسة لأن المنافسين يمكن أن يضاهيوا كومباك بجزء بسيط من التكلفة. تحت ضغط من مجلس إدارة كومباك للسيطرة على التكاليف، حيث كان الموظفون يتضخمون في مقرهم في هيوستن على الرغم من انخفاض المبيعات الأمريكية، بينما ظل عدد الموظفين غير الأمريكيين ثابتًا، قامت شركة كومباك بتسريح العمال لأول مرة على الإطلاق (1400 موظف يمثلون 12٪ من قوتها العاملة.) بينما تمت ترقية فايفر إلى إِ في بي.
اختلف روزن وكانيون حول كيفية مواجهة واردات الكمبيوتر الشخصي الآسيوية الأرخص ثمناً، حيث أراد كانيون من كومباك بناء أجهزة كمبيوتر منخفضة التكلفة مع مكونات مطورة داخليًا من أجل الحفاظ على سمعة كومباك للهندسة والجودة ، بينما يعتقد روزن أن كومباك بحاجة إلى شراء معيار المكونات من الموردين والوصول إلى السوق بشكل أسرع. بينما طور كانيون خطة مدتها 18 شهرًا لإنشاء خط من أجهزة الكمبيوتر منخفضة السعر، أرسل روزن فريق هندسة كومباك الخاص به إلى كومدكس دون معرفة كانيون واكتشف أنه يمكن تصنيع جهاز كمبيوتر منخفض السعر في نصف الوقت وبتكلفة أقل من مبادرة كانيون. كان يعتقد أيضًا أن أسلوب إدارة كانيون المتوافق مع الإجماع أبطأ من قدرة الشركة على التفاعل في السوق، في حين أن أسلوب فايفر الاستبدادي سيكون مناسبًا لمنافسة الأسعار والمنتجات.
بدأ روزن اجتماع مجلس الإدارة لمدة 14 ساعة، كما أجرى المديرون مقابلة مع فايفر لعدة ساعات دون إبلاغ كانيون. في الختام ، كان المجلس بالإجماع على اختيار فايفر على كانيون. نظرًا لأن كانيون كانت شائعة لدى عمال الشركة ، فقد نظم 150 موظفًا احتجاجًا مرتجلًا مع لافتات تقول «نحن نحبك يا رود». وأخذ إعلانًا في إحدى الصحف يقول «رود، أنت الريح تحت أجنحتنا. نحن نحبك». رفض كانيون عرضًا للبقاء في مجلس إدارة شركة كومباك  وكان يشعر بالمرارة بشأن عزله لأنه لم يتكلم لروزن لسنوات، على الرغم من أن علاقتهما أصبحت ودية مرة أخرى. في عام 1999، اعترف كانيون بأن الإطاحة به كانت مبررة ، قائلاً «لقد أصبت بالإرهاق. كنت بحاجة للمغادرة. هو [روزين] شعر بأنه ليس لدي إحساس قوي بالإلحاح». بعد أسبوعين من عزل كانيون، استقال خمسة من كبار التنفيذيين الآخرين ، بما في ذلك مؤسس الشركة المتبقي جيمس هاريس نائب الرئيس الأول للهندسة. كان الدافع وراء هذه المغادرين هو إنهاء الخدمة المعزز أو التقاعد المبكر، بالإضافة إلى خفض الرتبة الوشيك حيث كان من المقرر نقل وظائفهم إلى نواب الرئيس.
خلال فترة فايفر كرئيس تنفيذي، دخلت كومباك سوق أجهزة الكمبيوتر بالتجزئة مع كومباك بريساريو كواحدة من أوائل الشركات المصنعة في منتصف التسعينيات لتسويق جهاز كمبيوتر أقل من 1000 دولار. من أجل الحفاظ على الأسعار التي تريدها ، أصبحت كومباك أول شركة مصنعة لأجهزة الكمبيوتر من الدرجة الأولى تستخدم وحدات المعالجة المركزية من إي أم دي وسيريكس. دفعت حربا الأسعار الناتجة عن تصرفات كومباك في النهاية العديد من المنافسين إلى الخروج من السوق، مثل باكارد بيل وإي أس تي ريسيرش. من المركز الثالث في عام 1993، تفوقت كومباك على كمبيوتر أبل وتجاوزت آي بي أم حتى كأكبر شركة مصنعة لأجهزة الكمبيوتر في عام 1994، حيث كانت كل من آي بي أم وأبل تكافحان بشكل كبير خلال تلك الفترة. كان مخزون كومباك وإجمالي هوامشها أفضل من منافسيها مما مكنها من شن حروب الأسعار.
قررت شركة كومباك الدخول في الطابعات في عام 1989، وتم إصدار الطرز الأولى لمراجعات إيجابية في عام 1992. ومع ذلك، رأى فايفر أن احتمالات الاستحواذ على شركة هيوليت باكارد الرائدة في السوق (التي كان لديها 60٪ من حصة السوق) كانت صعبة، حيث من شأنه أن يجبر كومباك على تكريس المزيد من الأموال والأشخاص لهذا المشروع أكثر من الميزانية الأصلية. انتهى الأمر ببيع شركة كومباك أعمال الطابعات لشركة زيروكس (بالإنجليزية: Xerox)‏ وحصلت على 50 مليون دولار.
في 26 يونيو 1995، توصلت كومباك إلى اتفاقية مع شركة سيسكو سيستم. من أجل الدخول في الشبكات، بما في ذلك أجهزة المودم الرقمية وأجهزة التوجيه والمحولات التي تفضلها الشركات الصغيرة وإدارات الشركات، والتي أصبحت الآن شركة بقيمة 4 مليارات دولار والأسرع نموًا جزء من سوق أجهزة الكمبيوتر. كما أنشأت كومباك فريقًا لهندسة الشبكات والتسويق.

### خلط الإدارة
في عام 1996، على الرغم من المبيعات والأرباح القياسية في كومباك، بدأت فايفر تغييرًا إداريًا كبيرًا في الرتب العليا. روز، الذي كان يدير سابقًا قسم الكمبيوتر المكتبي في كومباك، تولى إدارة أعمال خوادم الشركة من نائب الرئيس الأول غاري ستيماك الذي استقال. انضم روز إلى كومباك في عام 1993 من شركة ديجيتال إكويبمنت حيث أشرف على قسم الكمبيوتر الشخصي والهندسة العالمية، بينما كان ستيماك يعمل مع كومباك منذ عام 1982 وكان أحد المديرين التنفيذيين الأطول خدمة. أعلن نائب الرئيس الأول لأمريكا الشمالية روس كولي استقالته سارية المفعول في نهاية عام 1996. استقال المدير المالي داريل جيه وايت، الذي انضم إلى الشركة في يناير 1983 في مايو 1996 بعد 8 سنوات كمدير مالي. مايكل وينكلر، الذي انضم إلى كومباك في عام 1995 لإدارة قسم الكمبيوتر المحمول، تمت ترقيته إلى منصب المدير العام لمجموعة منتجات الكمبيوتر الشخصي الجديدة. إيرل ماسون، الذي تم تعيينه من إنلاند ستيل اعتبارًا من مايو 1996، كان له تأثير على الفور بصفته المدير المالي الجديد. بتوجيه من ماسون، استخدمت كومباك أصولها بكفاءة أكبر بدلاً من التركيز فقط على الدخل والأرباح، مما أدى إلى زيادة أموال كومباك من 700 مليون دولار إلى ما يقرب من 5 مليارات دولار في عام واحد. بالإضافة إلى ذلك، تضاعف عائد كومباك على رأس المال المستثمر (أرباح التشغيل بعد الضرائب مقسومة على الأصول التشغيلية) إلى 50 في المائة من 25 في المائة في تلك الفترة. [36]
كانت شركة كومباك تنتج هيكل الكمبيوتر الشخصي في مصنعها في مدينة شنتشن بالصين لخفض التكاليف. في عام 1996، بدلاً من توسيع مصنعها الخاص، طلبت شركة كومباك من مورد تايواني إنشاء مصنع جديد قريب لإنتاج الآلات الميكانيكية، مع امتلاك المورد التايواني للمخزون حتى وصل إلى كومباك في هيوستن. قدم فايفر أيضًا إستراتيجية توزيع جديدة، لبناء أجهزة كمبيوتر حسب الطلب والتي من شأنها القضاء على مخزون أجهزة الكمبيوتر في المستودعات وتقليص مخزون المكونات إلى أسبوعين، مع ربط سلسلة التوريد من مورد إلى تاجر بواسطة برنامج معقد.
قام نائب الرئيس لتطوير الشركات كينيث إي. كورتزمان بتجميع خمسة فرق لفحص أعمال كومباك وتقييم إستراتيجية كل وحدة واستراتيجية المنافسين الرئيسيين. أوصت فرق كورتزمان لشركة فايفر بأن تكون كل وحدة عمل هي الأولى أو الثانية في سوقها في غضون ثلاث سنوات - وإلا يجب على كومباك
الخروج من هذا الخط. أيضًا، يجب على الشركة عدم استخدام الأرباح من الأعمال ذات الهامش المرتفع لجني أرباح هامشية ، حيث يجب أن تظهر كل وحدة عائدًا على الاستثمار بدلاً من ذلك. كانت رؤية فايفرهي جعل كومباك شركة كمبيوتر متكاملة ، وتنتقل إلى ما هو أبعد من أعمالها الرئيسية في تصنيع أجهزة الكمبيوتر الشخصية بالتجزئة وإلى خدمات الأعمال الأكثر ربحًا والحلول التي قامت بها آي بي أم بشكل جيد، مثل خوادم الكمبيوتر التي تتطلب أيضًا المزيد من «دعم العملاء» إما من التجار أو موظفي كومباك أنفسهم. على عكس آي بي إم إتش بي، لن تقوم كومباك ببناء فنيين ومبرمجين ميدانيين داخل الشركة لأن هذه الأصول قد تكون مكلفة، وبدلاً من ذلك ستستفيد كومباك من شراكاتها (بما في ذلك تلك مع أندرسون كونسيلتينغ وصانع البرامج SAP) لتثبيت وصيانة أنظمة الشركة. سمح هذا لشركة كومباك بالمنافسة في «السوق الحديدية الكبيرة» دون تكبد تكاليف إدارة خدماتها الخاصة أو أعمال البرمجيات.
في يناير 1998، كانت كومباك في أوجها. تنبأ الرئيس التنفيذي لشركة فايفر بجرأة بأن احتكار ميكروسوفت / إنتيل «دبليو إنتيل» سيتم استبداله بـ «دبليو إنتيل باك».

### عمليات الاستحواذ
قام فايفر أيضًا بالعديد من عمليات الاستحواذ الرئيسية (وبعضها الثانوية). في عام 1997، اشترت شركة كومباك تندم كمبيوترز، المعروفة بخط خادم (بالإنجليزية: NonStop)‏. أعطى هذا الاستحواذ شركة كومباك على الفور تواجدًا في سوق حوسبة الأعمال الراقية. تمحورت عمليات الاستحواذ البسيطة حول بناء ذراع شبكة وشمل نت ويرث (1998) ومقرها في إيرفيينغ، تكساس وتوماس كونراد (1998) ومقرها في أوستن، تكساس. في عام 1997 تم الاستحواذ على ميكروكوم أيضًا، ومقرها نوروود، ماساتشوستس، والتي جلبت خطًا من أجهزة المودم وخوادم الوصول عن بُعد (RAS) وبرنامج كاربون كوبي الشهير.
في عام 1998، استحوذت كومباك على شركة ديجيتال أكويبمنت (بالإنجليزية: Digital Equipment)‏ مقابل رقم قياسي في الصناعة بلغ 9 مليارات دولار أمريكي. جعل الاندماج شركة كومباك، في ذلك الوقت، ثاني أكبر شركة لتصنيع أجهزة الكمبيوتر في العالم من حيث الإيرادات بعد شركة آي بي أم. شركة ديجيتال أكويبمنت، التي كان لديها ما يقرب من ضعف عدد موظفي كومباك بينما كانت تحقق نصف الإيرادات، كانت شركة كمبيوتر رائدة خلال السبعينيات وأوائل الثمانينيات. ومع ذلك، عانت شركة ديجيتال خلال التسعينيات من القرن الماضي، مع ارتفاع تكاليف التشغيل. على مدار تسع سنوات ، خسرت الشركة أموالًا أو بالكاد حتى وصلت إلى مستوى التعادل، وأعادت مؤخرًا تركيز نفسها على أنها «شركة حلول شبكات». في عام 1995، نظرت شركة كومباك في محاولة لشراء ديجيتال ولكنها أصبحت مهتمة بجدية فقط في عام 1997 بعد عمليات تصفية ديجيتال الرئيسية وإعادة التركيز على الإنترنت. في وقت الاستحواذ، شكلت الخدمات 45 في المائة من عائدات شركة ديجيتال (حوالي 6 مليارات دولار) وبلغ متوسط هوامشها الإجمالية على الخدمات 34 في المائة ، وهو أعلى بكثير من هوامش كومباك البالغة 25 في المائة على مبيعات أجهزة الكمبيوتر وإرضاء العملاء الذين طلبوا المزيد من الخدمات من كومباك لسنوات. أرادت شركة كومباك في الأصل شراء أعمال الخدمات الرقمية فقط ولكن تم رفض ذلك. عندما تم الإعلان عن هذا الإعلان، كان يُنظر إليه في البداية على أنه ضربة رئيسية لأنه أعطى شركة كومباك على الفور عملية خدمة عالمية لـ 22000 شخص لمساعدة الشركات على التعامل مع عمليات الشراء التكنولوجية الرئيسية (بحلول عام 2001، شكلت الخدمات أكثر من 20 ٪ من إيرادات كومباك، ويرجع ذلك إلى حد كبير إلى ديجيتال موظف موروث من الاندماج)، من أجل التنافس مع شركة آي بي أم. ومع ذلك، كان الاندماج محفوفًا بالمخاطر أيضًا، حيث سيتعين على الشركة المندمجة تسريح 2000 موظف من كومباك و15000 من ديجيتال مما قد يضر بالمعنويات. علاوة على ذلك، تأخرت كومباك عن الجدول الزمني في دمج عمليات ديجيتال، الأمر الذي صرف انتباه الشركة أيضًا عن قوتها في أجهزة الكمبيوتر الشخصية منخفضة الجودة حيث اعتادت أن تقود السوق في طرح أنظمة الجيل التالي التي تسمح لشركة ديل المنافسة بالاستيلاء على حصة في السوق. يقال أن كومباك لديها ثلاث شركات استشارية تعمل على دمج الرقمية وحدها.
ومع ذلك، كان لدى فايفر رؤية قليلة لما يجب أن تفعله الشركات المندمجة، أو في الواقع كيف يمكن للثقافات الثلاث المختلفة بشكل كبير أن تعمل ككيان واحد، وواجهت كومباك صعوبة في عدم الحسم في الاستراتيجية وفقدان التركيز ، نتيجة الوقوع بين النهاية المنخفضة ونهاية عالية من السوق. نُقل عن مارك أندرسون، رئيس ستراتيجيك نيوز سيرفيس، وهي شركة أبحاث مقرها فرايداي هاربور، واشنطن قوله، «نوع الأهداف التي بدا أنها جيدة للمساهمين - مثل أن تكون شركة بقيمة 50 مليار دولار بحلول عام 2000، أو آي بي أم - لكن ليس لديهم أي علاقة بالعملاء. يجب أن ينظر الرئيس التنفيذي الجديد إلى كل شيء حصل عليه إيكهارد ويسأل: هل استفاد العميل من ذلك. إذا لم يكن الجواب نعم ، فعليهم التخلص منه.» من ناحية، كانت كومباك قد هيمنت سابقًا على سوق أجهزة الكمبيوتر الشخصية بحرب أسعارها ولكنها كانت تكافح الآن ضد ديل، التي تبيع مباشرة للمشترين، وتتجنب قناة التاجر وترميزها، وصنعت كل جهاز من أجل الحفاظ على المخزونات والتكاليف عند الحد الأدنى . في الوقت نفسه، حاولت كومباك، من خلال استحواذها على شركة ديجيتال إكويبمنت العام الماضي وتندم كمبيوتر في عام 1997، أن تصبح شركة أنظمة كبرى، مثل آي بي أم وإتش بي. في حين أن هاتين الأخيرتين كانتا قادرتين على توليد أعمال متكررة من عملاء الشركات لزيادة مبيعات أقسامهم المختلفة، فإن كومباك لم تتمكن بعد من جعل منظمات المبيعات والخدمات التي تم الحصول عليها مؤخرًا تعمل بسلاسة.

### أوستر فايفر
في أوائل عام 1998، واجهت كومباك مشكلة تضخم مخزونات أجهزة الكمبيوتر. بحلول صيف عام 1998، كانت كومباك تعاني من مشاكل جودة المنتج. قال روبرت دبليو ستيرنز، نائب الرئيس الأول لتطوير الأعمال، «في بحث [فايفر] عن الكبر، فقد فهمه للعميل وبنى ما أسميه حصة فارغة في السوق - كبيرة ولكنها غير مربحة»، بينما جيم مور، إستراتيجية تكنولوجية استشاري مع جيو بارتنيرز ريسيرش (بالإنجليزية: GeoPartners Research)‏ في كامبريدج، ماساتشوستس، يقول فايفر «سارعت إلى التوسع دون أن يكون لها وفورات الحجم.» لم يكن «العملاق» الذي بناه فايفر ذكيًا بما يكفي للتكيف مع صناعة الكمبيوتر سريعة التغير. في ذلك العام، توقعت شركة كومباك أن الطلب ضعيف وتجاوزت عددًا كبيرًا جدًا من أجهزة الكمبيوتر، مما تسبب في إغراق البائعين بها بأسعار بيع عالية، وبما أن كومباك قامت بحماية البائعين من الخسائر الفادحة، فقد كلفتهم ربعين من أرباح التشغيل.
رفض فايفر أيضًا تطوير خليفة محتمل، رافضًا اقتراح روزين بتعيين عدد قليل من المديرين التنفيذيين لإنشاء منصب منفصل لرئيس شركة كومباك. اشتكى مجلس الإدارة من أن فايفر قد تمت إزالته أيضًا من الإدارة والملف، حيث أحاط نفسه بـ «زمرة» من المدير المالي إيرل ماسون، ونائب الرئيس الأول جون تي روز، ونائب الرئيس الأول لقسم الموارد البشرية. الموارد هانز جوتش. اشتكى موظفو كومباك الحاليون والسابقون من أن جاتش كان جزءًا من مجموعة من كبار المسؤولين التنفيذيين، يُطلق عليهم اسم «فريق A»، الذين يتحكمون في الوصول إلى فايفر. قيل إن جوتش هو «أستاذ في سياسات الشركات، يحرض نواب الرئيس الكبار ضد بعضهم البعض ويقحم نفسه في أجزاء من الشركة لا تكون عادة من اختصاصه». جوتش، الذي أشرف على الأمن، كان لديه نظام أمني شامل ومحطة حراسة مثبتة في الطابق الثامن من CCA-11، حيث عمل نواب رئيس الشركة الكبار. كانت هناك اتهامات بأن جاتش وآخرين سعوا إلى تقسيم الإدارة العليا، على الرغم من أن آخرين اعتبروا ذلك بمثابة عنب حامض من جانب المديرين التنفيذيين الذين تم استبعادهم من التخطيط الذي تضمن الاستحواذ على تندم وشركة المعدات الرقمية. قلص فايفر حجم المجموعة التي تعمل على الصفقة بسبب تسريبات الأخبار، قائلاً «لقد خفضنا الفريق إلى الحد الأدنى لعدد الأشخاص - أولئك الذين يجب أن يشاركوا بشكل مباشر، وليس شخص واحد آخر». عارض روبرت دبليو ستيرنز، نائب الرئيس الأول لتطوير الأعمال في كومباك والمسؤول عن عمليات الدمج والاستحواذ، الاستحواذ على ديجيتال لأن الاختلافات الثقافية بين الشركتين كانت كبيرة جدًا، واشتكى من أنه تم وضعه في «فريق B» باعتباره نتيجة.
دخلت كومباك عام 1999 بتوقعات قوية. وفاقت أرباح الربع الرابع من عام 1998 التي تم الإعلان عنها في يناير 1999 التوقعات بستة سنتات للسهم بنسبة نمو قياسية بلغت 48٪. أطلقت الشركة Compaq.com كمفتاح لإستراتيجيتها الجديدة للمبيعات المباشرة، وخططت للاكتتاب العام لشركة ألتا فيستا في نهاية عام 1999 من أجل الاستفادة من فقاعة الدوت كوم. ومع ذلك، بحلول فبراير 1999، كان المحللون متشككين في خطة كومباك لبيع كل من البيع المباشر والبائعين. تعرضت شركة كومباك لدعويين قضائيتين جماعيتين ، نتيجة قيام المدير المالي إيرل ماسون، ونائب الرئيس الأول جون روز، ومديرين تنفيذيين آخرين ببيع 50 مليون دولار من الأسهم قبل مؤتمر عبر الهاتف مع المحللين، حيث لاحظوا أن الطلب على أجهزة الكمبيوتر كان يتباطأ.
في 17 أبريل 1999، بعد تسعة أيام فقط من إعلان شركة كومباك أن أرباح الربع الأول كانت نصف ما توقعه المحللون، وهي الأحدث في سلسلة من خيبات الأمل في الأرباح، أُجبر فايفر على الاستقالة من منصب الرئيس التنفيذي في انقلاب قاده رئيس مجلس الإدارة بن روزين . وبحسب ما ورد، في الاجتماع الخاص لمجلس الإدارة الذي عقد في 15 أبريل 1999، كان أعضاء مجلس الإدارة بالإجماع على إقالة فايفر. انخفض سهم الشركة بنسبة 50 في المائة منذ أعلى مستوى له على الإطلاق في يناير 1999. انخفضت أسهم كومباك، التي تم تداولها عند مستوى مرتفع بلغ 51.25 دولارًا في أوائل عام 1999، بنسبة 23 في المائة في 12 أبريل 1999، وهو اليوم الأول للتداول بعد إعلان الربع الأول وأغلق يوم الجمعة التالي عند 23.62 دولارًا. خلال ثلاثة أرباع من أصل ستة أرباع من فترة عمل فايفر، كانت عائدات الشركة أو أرباحها قد فاتت التوقعات. في حين حققت شركة ديل كمبيوتر نموًا بنسبة 55٪ في مبيعات أجهزة الكمبيوتر الشخصية الأمريكية في الربع الأول من عام 1999، لم تتمكن كومباك من إدارة سوى 10٪. وأشار روزن إلى أن التغيير المتسارع الذي أحدثته الإنترنت قد تجاوز فريق إدارة كومباك، قائلاً: «بصفتنا شركة تعمل في تحويل صناعتها إلى عصر الإنترنت، يجب أن تكون لدينا المرونة التنظيمية اللازمة للتحرك بسرعة الإنترنت». في بيان ، قال فايفر «لقد قطعت كومباك شوطًا طويلاً منذ أن انضممت إلى الشركة في عام 1983» و «بتوجيه من بن، أعلم أن هذه الشركة ستدرك إمكاناتها». كانت أولوية روزن هي أن تكون شركة كومباك شركة منافسة في التجارة، وانتقل أيضًا إلى تبسيط العمليات وتقليل التردد الذي ابتليت به الشركة.
لاحظ روجر كاي، المحلل في مؤسسة البيانات الدولية، أن سلوك كومباك بدا أحيانًا وكأنه ثأر شخصي، مشيرًا إلى أن «إيكهارد كان مهووسًا بالبقاء في صدارة ديل لدرجة أنهم ركزوا بشدة على حصتهم في السوق وتوقفوا عن الاهتمام بالربحية والسيولة. لقد تعرضوا للضرر في حرب أسعار بدأوها». اقترحت إصدارات الأرباح اللاحقة من منافسي كومباك، ديل وجات واي وآي بي أم وإتش بي، أن المشكلات لم تؤثر على صناعة الكمبيوتر الشخصي بالكامل كما اقترح فايفر. باعت ديل وجات واي مباشرة، مما ساعدهما على تجنب مشاكل مخزون كومباك والمنافسة على السعر دون علامات التاجر، بالإضافة إلى بيع جات واي الوصول إلى الويب ومجموعة واسعة من البرامج المصممة للشركات الصغيرة. واجهت أعمال الكمبيوتر الشخصي لشركة هيوليت باكارد تحديات مماثلة مثل كومباك ولكن تم تعويض ذلك من خلال أعمال الطابعات المربحة للغاية من إتش بي، بينما باعت آي بي أم أجهزة الكمبيوتر الشخصية بخسارة ولكنها استخدمتها لإغلاق عقود خدمات متعددة السنوات مع العملاء.
بعد استقالة فايفر، أنشأ مجلس الإدارة مكتب الرئيس التنفيذي بثلاثية من المديرين؛ روزن كرئيس تنفيذي مؤقت ونائب الرئيس فرانك بي دويل وروبرت تيد إنلو الثالث. بدأوا «تنظيف المنزل»، بعد ذلك بوقت قصير استقال العديد من كبار المديرين التنفيذيين لشركة فايفر أو تم طردهم، بما في ذلك جون جيه راندو، وإيرل إل ماسون، وجون تي روز. كان راندو، نائب الرئيس الأول والمدير العام لشركة كومباك سرفيسز، لاعباً رئيسياً خلال مناقشات الاندماج  وأكبر مسؤول تنفيذي من ديجيتال بقي مع كومباك بعد إغلاق عملية الاستحواذ  وكان وصفه البعض بأنه وريث فايفر. كان أداء قسم راندو قويًا حيث بلغت مبيعاته 1.6 مليار دولار للربع الأول مقارنة بـ 113 مليون دولار في عام 1998، وهو ما لبى التوقعات وكان من المتوقع أن يحقق نموًا متسارعًا ومربحًا في المستقبل. في وقت رحيل راندو، احتلت كومباك سرفيسز المرتبة الثالثة خلف تلك الخاصة بشركة آي بي أم وإي دي أس، بينما كانت متقدمة بقليل على هيوليت باكارد وأندرسن كونسيلتينغ، لكن العملاء تحولوا من محطات العمل القائمة على التكنولوجيا الرقمية والترادفية إلى تلك الخاصة بـ إتش بي وآي بي أم وصن مايكروسيستمز  كان ماسون، نائب الرئيس الأول والمدير المالي، قد عُرض عليه في السابق وظيفة الرئيس التنفيذي لشركة خدمات الطعام المتحالفة، Inc. وهي موزع لخدمات الطعام مقرها في شيكاغو، وأبلغ مجلس إدارة كومباك بأنه قبل العرض. روز، نائب الرئيس الأول والمدير العام لمجموعة كومباك حوسبة الشركات، استقال اعتبارًا من 3 يونيو وخلفه المخضرم تندم إنريكو بيسادوري. ورد أن روز كان منزعجًا من عدم اعتباره منصب الرئيس التنفيذي الشاغر، والتي أصبحت واضحة بمجرد تعيين مايكل كابيلاس مدير العمليات. في حين أن شركة كومبيوتنغ، المسؤولة عن هندسة وتسويق خوادم الشبكات ومحطات العمل ومنتجات تخزين البيانات، يُقال إنه يمثل ثلث عائدات كومباك ومن المحتمل الجزء الأكبر من أرباحها، فقد كان مسؤولاً عن نقص الأرباح في الربع الأول من عام 1999. بالإضافة إلى ذلك، كان روز جزءًا من «الحرس القديم» القريب من الرئيس التنفيذي السابق فايفر، وقد تعرض هو وغيره من المديرين التنفيذيين لشركة كومباك في الاجتماع السنوي للشركة لبيع الأسهم قبل الإبلاغ عن تباطؤ المبيعات. خلف روز نائب الرئيس الأول إنريكو بيساتوري، الذي عمل سابقًا كمسؤول تنفيذي أول في أوليفيتي وزينيث لأنظمة البيانات وشركة المعدات الرقمية وتندم كمبيوترز. تم تعيين كابيلاس مديرًا للعمليات بعد أن تصاعد الضغط على روزين للعثور على مدير تنفيذي دائم، ولكن تم الإبلاغ عن أن المرشحين المحتملين لا يريدون العمل تحت قيادة روزين كرئيس. في نفس الوقت تقريبًا، تم تعيين بساتوري مسؤولاً عن مجموعة حلول وخدمات المشاريع المنشأة حديثًا، مما جعله ثاني أقوى تنفيذي في كومباك في المسؤولية التشغيلية بعد كابيلاس.
كان البديل الدائم لفايفر هو مايكل كابيلاس، الذي كان يشغل منصب نائب الرئيس الأول لشركة كومباك ورئيس قسم المعلومات لمدة تقل عن عام. بعد شهرين من عزل فايفر، تم ترقية كابيلاس إلى منصب مدير العمليات المؤقت في 2 يونيو 2000،  وسرعان ما تم تعيينه رئيسًا ومديرًا تنفيذيًا. كما تولى كابيلاس منصب رئيس مجلس الإدارة في 28 سبتمبر 2000 عندما تنحى روزن من مجلس الإدارة. عند تقاعده، أعلن روزن «هذه إنجازات عظيمة - لخلق 65000 وظيفة، و40 مليار دولار في المبيعات و40 مليار دولار في القيمة السوقية، كل ذلك يبدأ برسم تخطيطي وحلم».

### أواخر التسعينيات - العقد الأول من القرن الحادي والعشرين

#### النضالات
تمكن كابيلاس من استعادة بعض البريق المفقود في الجزء الأخير من عصر فايفر وأصلح العلاقة مع مايكروسوفت التي تدهورت في عهد سلفه.
ومع ذلك، لا تزال كومباك تكافح ضد المنافسين ذوي التكلفة المنخفضة مع قنوات البيع المباشر مثل ديل التي استحوذت على المركز الأول في الشركة المصنعة لأجهزة الكمبيوتر الشخصية من كومباك في عام 2001. اعتمدت كومباك بشكل كبير على قنوات الموزعين ، لذا تسبب انتقادهم في تراجع كومباك عن خطة المبيعات المباشرة المقترحة، على الرغم من أن كابيلاس أكد أنه سيستخدم الوسطاء لتقديم خدمات ذات قيمة مضافة. على الرغم من انخفاضه إلى المرتبة الثانية بين الشركات المصنعة لأجهزة الكمبيوتر، أعلن كابيلاس «نحن رقم 2 في سوق أجهزة الكمبيوتر التقليدية، لكننا نركز على ريادة الصناعة في الجيل التالي من أجهزة الوصول إلى الإنترنت والتنقل اللاسلكي. وهذا هو المكان الذي ينمو فيه الربحية ستكون». تضمنت إستراتيجية الشركة طويلة المدى توسيع خدماتها لتشمل الخوادم ومنتجات التخزين، بالإضافة إلى أجهزة الكمبيوتر المحمولة مثل جهاز كمبيوتر الجيب آي باك والتي تمثل 11 بالمائة من إجمالي حجم الوحدة.
خلال شهر نوفمبر 1999، بدأت كومباك في العمل مع ميكروسوفت لإنشاء أول سلسلة من أنظمة الكمبيوتر الصغيرة القائمة على الويب والتي تسمى (بالإنجليزية: MSN Companions)‏.
في عام 1998، وقعت كومباك أيضًا تحالفًا جديدًا للمبيعات والمعدات مع نافي سايت (بالإنجليزية: NaviSite)‏. وبموجب الاتفاقية، وافقت كومباك على ترويج وبيع خدمات استضافة الويب نافي سايت. في المقابل، اتخذ نافي سايت كومباك كمزود مفضل لتخزينه وخوادمه المستندة إلى إنتيل.
كافحت شركة كومباك نتيجة انهيار فقاعة Dot-com، التي أضرت بمبيعات أنظمتها المتطورة في عامي 2001 و2002، ولم تحقق سوى ربح ضئيل في بضعة أرباع خلال هذه السنوات. كما تراكمت لديهم 1.7 مليار دولار من الديون قصيرة الأجل في هذا الوقت تقريبًا. كان سعر سهم كومباك، الذي كان حوالي 25 دولارًا عندما أصبح كابيلاس الرئيس التنفيذي، يتم تداوله بنصف ذلك بحلول عام 2002.

### اقتناء شركة هيوليت باكارد(بالإنجليزية:Hewlett-Packard)‏
في عام 2002، وقعت كومباك اتفاقية اندماج مع هيوليت باكارد مقابل 24.2 مليار دولار،  بما في ذلك 14.45 مليار دولار للشهرة، حيث سيتم تبادل كل سهم من كومباك مقابل 0.6325 من أسهم هيوليت باكارد. سيكون هناك رسوم إنهاء بقيمة 675 مليون دولار أمريكي على أي من الشركتين أن تدفع للأخرى لكسر الاندماج. سيمتلك مساهمو كومباك 36٪ من الشركة المندمجة بينما تمتلك إتش بي 64٪. كانت هيوليت باكارد قد أعلنت عن إيرادات سنوية قدرها 47 مليار دولار، في حين أن كومباك كانت 40 مليار دولار، وكانت الشركة المدمجة قريبة من عائدات آي بي أم البالغة 90 مليار دولار. وكان من المتوقع أن تحقق وفورات في التكاليف السنوية تبلغ 2.5 مليار دولار بحلول منتصف عام 2004. التسريح المتوقع للعمال في كومباك إتش بي، 8500 و9000 وظيفة، على التوالي، من شأنه أن يترك الشركة المندمجة بقوة عاملة تبلغ 145000. ستوزع الشركات ما مجموعه 634.5 مليون دولار كمكافآت لمنع الموظفين الرئيسيين من المغادرة إذا وافق المساهمون على الاندماج المقترح، مع 370.1 مليون دولار لموظفي إتش بي و264.4 مليون دولار لموظفي كومباك.
كان على كلتا الشركتين الحصول على موافقة المساهمين من خلال اجتماعات خاصة منفصلة. بينما وافق مساهمو كومباك بالإجماع على الصفقة، كانت هناك معركة بالوكالة العامة داخل إتش بي حيث عارضت الصفقة بشدة العديد من المساهمين الكبار في إتش بي، بما في ذلك أبناء مؤسسي الشركة، والتر هيوليت وديفيد دبليو باكارد، بالإضافة إلى كاليفورنيا بابليك نظام تقاعد الموظفين (CalPERS) وخطة تقاعد المعلمين في أونتاريو. وافق والتر هيوليت على الاندماج على مضض فقط، في إطار واجبه كعضو في مجلس الإدارة، لأن اتفاقية الاندماج "دعت إلى موافقة مجلس الإدارة بالإجماع من أجل ضمان أفضل استقبال ممكن للمساهمين". بينما جادل مؤيدو الاندماج بأنه سيكون هناك وفورات الحجم وأن مبيعات أجهزة الكمبيوتر من شأنها أن تدفع مبيعات الطابعات والكاميرات، كان والتر هيوليت مقتنعًا بأن أجهزة الكمبيوتر الشخصية ذات هامش ربح منخفض ولكنها محفوفة بالمخاطر ولن تساهم ومن المحتمل أن تخفف من قسم التصوير والطباعة القديم المربح تقليديًا في أتس بي. ديفيد دبليو باكارد في معارضته للصفقة " بعمليات التسريح الجماعي كمثال على هذا الابتعاد عن القيم الأساسية لشركة إتش بي... [بحجة] أنه على الرغم من أن المؤسسين لم يضمنوا أبدًا الأمن الوظيفي، فإن بيل وديف لم يطورا عملاً مع سبق الإصرار الاستراتيجية التي تعاملت مع موظفي إتش بي على أنهم مستهلكون. "" وذكرت باكارد أيضًا أن "إدارة [كارلي] فيورينا المتسلطة وجهودها لإعادة اختراع الشركة تتعارض مع القيم الأساسية للشركة على النحو الذي حدده المؤسسون". كانت عائلات المؤسسين الذين كانوا يسيطرون على كمية كبيرة من أسهم إتش بي أكثر غضبًا لأن فيورينا لم تبذل أي محاولة للوصول إليهم والتشاور حول الاندماج، وبدلاً من ذلك تلقوا نفس العرض التقديمي القياسي مثل المستثمرين الآخرين.
انتقد المحللون في وول ستريت بشكل عام الاندماج، حيث كانت الشركتان تكافحان قبل الإعلان، وانخفضت أسعار أسهم الشركتين في الأشهر التي أعقبت إعلان اتفاقية الاندماج. حققت شركة ديل المنافسة بشكل خاص مكاسب من انشقاق عملاء إتش بي وكومباك الذين كانوا حذرين من الاندماج. كارلي فيورينا، التي كان يُنظر إليها في البداية على أنها المنقذ لشركة إتش بي عندما تم تعيينها كرئيس تنفيذي في عام 1999، شهدت انخفاض سعر سهم الشركة إلى أقل من النصف منذ أن تولت المنصب، وقيل إن وظيفتها كانت على أرضية مهتزة قبل إعلان الاندماج. اعتبر المحللون أن عرض إتش بي يبالغ في تقييم كومباك، بسبب الأداء المالي المتقلب لشركة كومباك في السنوات الأخيرة (كانت هناك شائعات بأن أموالها قد تنفد خلال 12 شهرًا وستضطر إلى وقف العمليات التجارية إذا ظلت مستقلة)، مثل وكذلك تقييم كومباك الأكثر تحفظًا لأصولها. أشار منتقدو الصفقة إلى أن شراء كومباك كان بمثابة «إلهاء» لن يساعد إتش بي بشكل مباشر في اتخاذ نطاق آي بي أم أو نموذج المبيعات المباشر لشركة ديل كمبيوتر. بالإضافة إلى وجود اختلافات ثقافية كبيرة بين إتش بي وكومباك؛ التي اتخذت القرارات بالإجماع والأساليب الاستبدادية السريعة، على التوالي. كانت إحدى النقاط المضيئة القليلة لشركة كومباك هي أعمال الخدمات، التي تفوقت على قسم الخدمات الخاص بشركة إتش بي.
تمت الموافقة على الاندماج من قبل مساهمي إتش بي فقط بعد أضيق هوامش الربح، ومزاعم شراء الأصوات (التي تنطوي في المقام الأول على صفقة الغرفة الخلفية الثانية المزعومة مع دويتشه بنك) تطارد الشركة الجديدة. تم الكشف لاحقًا عن أن إتش بي قد احتفظت بقسم الخدمات المصرفية الاستثمارية في دويتشه بنك في يناير 2002 للمساعدة في عملية الدمج. ووافقت «إتش بي» على دفع مليون دولار مضمون لبنك دويتشه ومليون دولار أخرى مشروط بالموافقة على الاندماج. في 19 أغسطس 2003، اتهمت لجنة الأوراق المالية والبورصات الأمريكية دويتشه بنك بالفشل في الكشف عن تضارب مادي في المصالح في تصويته لوكلاء العملاء للاندماج وفرضت غرامة مدنية قدرها 750 ألف دولار. وافق دويتشه بنك دون الاعتراف أو نفي النتائج.
كان رمز مؤشر ما قبل الاندماج الخاص بشركة كومباك هو سي بي كيو. تم دمج هذا مع رمز شريط هيوليت باكارد (إتش دبليو بي) لإنشاء رمز المؤشر الحالي (إتش بي كيو).

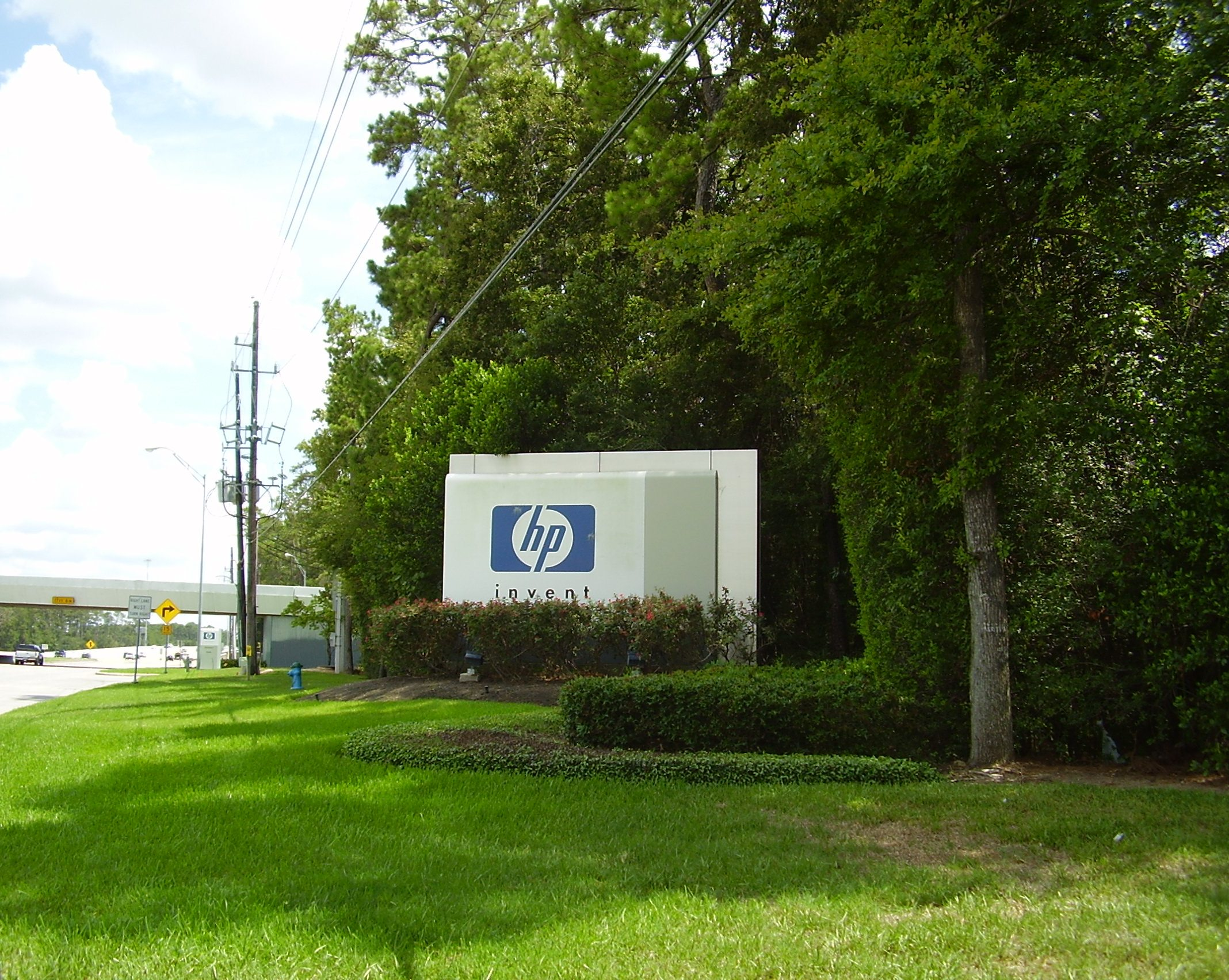
المقر السابق لشركة كومباك، الآن حرم إتش بي بالولايات المتحدة

### ما بعد الاندماج
أصبح كابيلاس، آخر رئيس مجلس إدارة ومدير تنفيذي لشركة كومباك، رئيسًا لشركة هيوليت باكارد بعد الاندماج، برئاسة رئيس مجلس الإدارة والرئيس التنفيذي كارلي فيورينا، لتسهيل اندماج الشركتين. ومع ذلك، تم الإبلاغ عن أن كابيلاس لم يكن سعيدًا بدوره، حيث قيل إنه لن يتم استخدامه ومن غير المرجح أن يصبح الرئيس التنفيذي لأن مجلس الإدارة يدعم فيورينا. استقال كابيلاس من منصبه كرئيس لشركة إتش بي في 12 نوفمبر 2002، بعد ستة أشهر فقط من العمل، ليصبح الرئيس التنفيذي لشركة أم سي آي ورلدكوم (بالإنجليزية: MCI Worldcom)‏ حيث سيقود الاستحواذ عليها من قبل شركة فريزون. لم يتم شغل منصب الرئيس السابق لكابيلاس حيث كان المدراء التنفيذيون الذين قدموا تقاريره يقدمون تقاريرهم مباشرة إلى الرئيس التنفيذي.
قاد فيورينا شركة إتش بي بعد الاندماج لما يقرب من ثلاث سنوات بعد مغادرة كابيلاس. قامت إتش بي بتسريح الآلاف من موظفي كومباك، دي إي سي، إتش بي وتاندم السابقين،  انخفض سعر سهمها بشكل عام ولم ترتفع الأرباح. العديد من كبار المديرين التنفيذيين من جانب كومباك بما في ذلك جيف كلارك وبيتر بلاكمور سيستقيلون أو يطردون من إتش بي بعد الاندماج. على الرغم من أن الجمع بين القدرة على تصنيع أجهزة الكمبيوتر لكلتا الشركتين جعل إتش بي في البداية رقم واحد بعد الدمج، إلا أنه سرعان ما خسر الصدارة والحصة السوقية الإضافية لشركة ديل التي قلصت إتش بي على أجهزة الكمبيوتر الشخصية المنخفضة النهاية. كانت أتش بي أيضًا غير قادرة على التنافس بفعالية مع شركة آي بي أم في سوق الخوادم المتطورة. بالإضافة إلى ذلك ، تم انتقاد دمج شركة كومباك الراكدة لتجميع أجهزة الكمبيوتر مع قسم الطباعة والتصوير المربح في إتش بي لعرقلة ربحية قطاع الطباعة / التصوير. بشكل عام، تم اقتراح أن شراء كومباك لم يكن خطوة جيدة لإتش بي، بسبب هوامش الربح الضيقة في أعمال أجهزة الكمبيوتر الشخصية السلعية ، خاصة في ضوء إعلان آي بي أم 2004 لبيع قسم الكمبيوتر الشخصي لشركة لينوفو. أشارت «المستعلم» (بالإنجليزية: The Inquirer)‏ إلى أن استمرار انخفاض العائد على الاستثمار والهوامش الصغيرة لأعمال تصنيع أجهزة الكمبيوتر الشخصية في أتش بي، والتي تسمى الآن مجموعة الأنظمة الشخصية ، «لا تزال كما كانت في الشركات الفردية، وليس أكثر من مجرد مخطط لخلق فرص عمل لموظفيها». كان من بين الإيجابيات القليلة نهج مبيعات كومباك وتركيز المؤسسة الذي أثر على إستراتيجية الشركة المدمجة حديثًا وفلسفتها.

بعد شعار الاندماج لمنتجات كومباك.

في فبراير 2005، أطاح مجلس الإدارة بشركة فيورينا، مع تعيين المدير المالي روبرت وايمان الرئيس التنفيذي المؤقت. تم ذكر كابيلاس الرئيس التنفيذي السابق لشركة كومباك من قبل البعض كخليفة محتمل، ولكن بعد عدة أشهر، تم تعيين مارك هيرد كرئيس ومدير تنفيذي لشركة إتش بي. فصل هيرد قسم أجهزة الكمبيوتر عن قسم التصوير والطباعة وأعاد تسميته إلى مجموعة الأنظمة الشخصية، ووضعه تحت قيادة (بالإنجليزية: EVP Todd R. Bradley)‏. ومنذ ذلك الحين، تم تنشيط أعمال الكمبيوتر الشخصي لشركة هيوليت باكارد من خلال إعادة هيكلة هيرد، وهي تحقق الآن إيرادات أكثر من الطابعات التقليدية الأكثر ربحية. بحلول أواخر عام 2006، كانت إتش بي قد استعادت المرتبة الأولى في مبيعات أجهزة الكمبيوتر الشخصية من ديل، والتي عانت من التقديرات الضائعة والجودة الرديئة، واحتفظت بهذه المرتبة حتى حلت محلها لينوفو في منتصف عام 2010.
تمت إعادة تسمية معظم منتجات كومباك بلوحة اسم إتش بي، مثل خط خوادم بروليانت (بالإنجليزية: ProLiant)‏ الرائد في السوق للشركة (المملوك الآن لشركة هيوليت باكارد، التي انبثقت عن إتش بي في عام 2015)، في حين تم إعادة توجيه العلامة التجارية كومباك لبعض مستهلكي إتش بي منتجات موجهة وميزانية، ولا سيما أجهزة الكمبيوتر كومباك بريساريو. تم إيقاف خط أجهزة كمبيوتر الأعمال من إتش بي لصالح خط كومباك إيفو، والذي تم تغيير علامته التجارية إتش بي كومباك. تم استبدال أجهزة المساعد الرقمي الشخصي جورنادا بي دي إي من إتش بي بـ كومباك آي باك بي دي إي (بالإنجليزية: iPAQ PDA)‏ ، والتي تمت إعادة تسميتها إتش بي آي باك. بعد الدمج، تم شحن جميع أجهزة كمبيوتر كومباك مع برامج إتش بي.

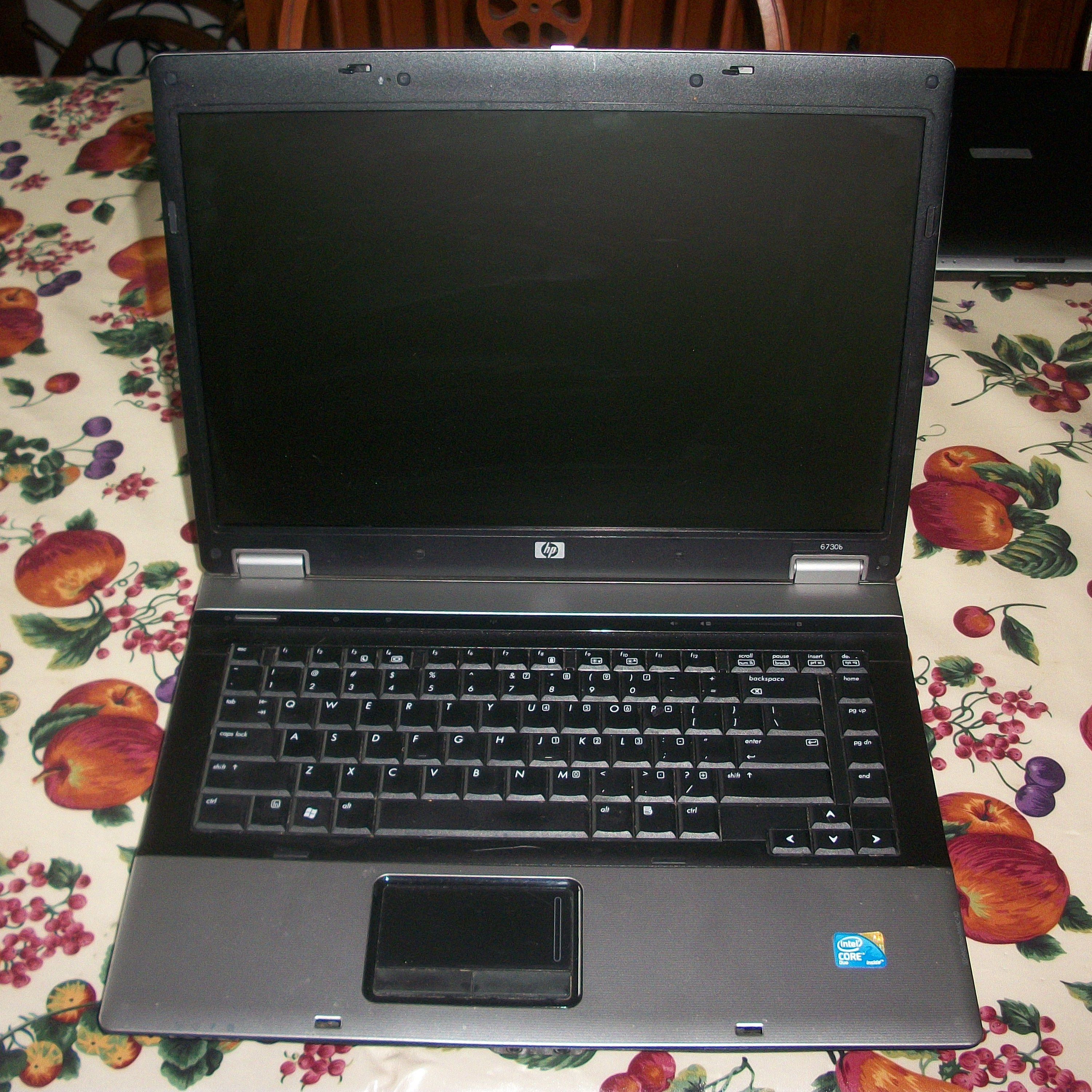
مثال على HP كومباك

في مايو 2007، أعلنت إتش بي في بيان صحفي عن شعار جديد لقسمها كومباك ليتم وضعه على الطراز الجديد كومباك بريساريو.
في عام 2008، قامت إتش بي بإعادة توزيع أجهزة الكمبيوتر المحمولة الخاصة بخط الأعمال. تم استخدام اسم «كومباك» من سلسلة «إتش بي كومباك» في الأصل لجميع أجهزة الكمبيوتر المحمولة للأعمال والميزانية من إتش بي. ومع ذلك، أصبح خط إتش بي إليت بوك (بالإنجليزية: EliteBook)‏ يتصدر قائمة أجهزة الكمبيوتر المحمولة للأعمال بينما أصبحت سلسلة إتش بي كومباك خط الأعمال الأوسط. اعتبارًا من أوائل عام 2009، ملأ «إتش بي برو بوك» مجموعة إتش بي للأعمال منخفضة التكلفة.
في عام 2009، باعت إتش بي جزءًا من المقر الرئيسي السابق لشركة إلى نظام كلية لون ستار.
في 18 أغسطس 2011، أعلن الرئيس التنفيذي لشركة إتش بي ليو أبو ثيكر في ذلك الوقت عن خطط لفصل جزئي أو كامل عن مجموعة الأنظمة الشخصية. حققت وحدة الكمبيوتر الشخصي أدنى هامش ربح على الرغم من أنها استحوذت على ما يقرب من ثلث إجمالي إيرادات إتش بي في عام 2010. وكانت إتش بي لا تزال تبيع أجهزة كمبيوتر أكثر من أي بائع آخر، حيث قامت بشحن 14.9 مليون جهاز كمبيوتر شخصي في الربع الثاني من عام 2011 (17.5٪ من السوق وفقًا لذلك) إلى غارتنر)، بينما تم ربط ديل ولينوفو بالمركز الثاني، ولكل منهما أكثر من 12٪ من حصة السوق وشحنات تزيد عن 10 ملايين وحدة. ومع ذلك، فإن الإعلان عن فصل الكمبيوتر الشخصي (بالتزامن مع وقف ويب أو أس، وشراء شركة أوتونومي كور. مقابل 10 مليارات دولار) لم يلق قبولًا جيدًا من قبل السوق، وبعد الإطاحة بثيكر، تم إلغاء خطط التجريد. في مارس 2012، تم دمج قسم الطباعة والتصوير في وحدة الكمبيوتر الشخصي. في أكتوبر 2012، وفقًا لـ غارتنر، احتلت لينوفو زمام المبادرة باعتبارها الشركة المصنعة لأجهزة الكمبيوتر الشخصية الأولى من إتش بي، بينما صنفت آي دي سي لينوفو خلف إتش بي مباشرةً. في الربع الثاني من عام 2013، ذكرت مجلة فوربس أن لينوفو احتلت مرتبة متقدمة على إتش بي باعتبارها المورد الأول لأجهزة الكمبيوتر في العالم.
أوقفت إتش بي اسم العلامة التجارية كومباك في الولايات المتحدة في عام 2013. وفي عام 201، حصلت الشركة الأرجنتينية غروبو نوسان (بالإنجليزية: Grupo Newsan)‏ على ترخيص العلامة التجارية، جنبًا إلى جنب مع استثمار 3 ملايين دولار، وطورت خطين جديدين من أجهزة الكمبيوتر المحمولة بريساريو (بالإنجليزية: Presario)‏ للسوق المحلية على مدار العام. عام. بحلول آذار (مارس) 2019، توقف موقع الويب الأرجنتيني لشركة كومباك عن الاتصال بالإنترنت، وكانت آخر نسخة مؤرشفة بتاريخ أكتوبر 2018، تعرض نفس الطرازات التي تم تقديمها في عام 2016.

## المقر
يتكون المقر الرئيسي لشركة كومباك العالمية (الآن إتش بي الولايات المتحدة) من 80 فدانًا (320,000 م 2) من الأرض التي تحتوي على 15 مبنى مكاتب، 7 مباني تصنيع، مركز مؤتمرات المنتجات، كافيتريا للموظفين، مختبرات ميكانيكية، مستودعات ومرافق معالجة المواد الكيميائية. بدلاً من أن يكون مقر الشركة في ناطحة سحاب في وسط مدينة هيوستن، اختار الرئيس التنفيذي السابق رود كانيون حرمًا جامعيًا على طراز الساحل الغربي محاطًا بالغابات، حيث كان لكل موظف مكاتب مماثلة ولم يكن لدى أي شخص (ولا حتى الرئيس التنفيذي) مكان مخصص لانتظار السيارات. مع نموها، أصبحت شركة كومباك مهمة جدًا لهيوستن لدرجة أنها تفاوضت على توسيع الطريق السريع 249 في أواخر الثمانينيات، وظهرت العديد من شركات التكنولوجيا الأخرى فيما أصبح يُعرف باسم «ممر 249».
بعد الإطاحة بكانيون، أشرف نائب الرئيس الأول للموارد البشرية، هانز دبليو جوتش، على مرافق الشركة وأمنها. كان لدى غاتش (بالإنجليزية: Gutsch)‏ نظام أمني شامل ومحطة حراسة مثبتة في الطابق الثامن من CCA-1، حيث يوجد مكاتب نواب رئيس الشركة الكبار. قدم إيكهارد فايفر، الرئيس والمدير التنفيذي، سلسلة كاملة من الامتيازات التنفيذية لشركة كانت تتمتع دائمًا بثقافة المساواة؛ على سبيل المثال، أشرف على بناء مرآب سيارات تنفيذي، ولم يتم حجز أماكن وقوف السيارات في السابق.
في 31 أغسطس 1998، تم افتتاح كومباك كومونز في حرم المقر الرئيسي، والذي يضم مركزًا للمؤتمرات، متجرًا للموظفين، مركزًا صحيًا وكافيتريا للموظفين.
في عام 2009، باعت إتش بي جزءًا من المقر الرئيسي السابق لشركة كومباك إلى نظام كلية لون ستار. مباني هيوليت باكارد رقم 7 و8، مبنيان من الخرسانة المسلحة مكونان من ثمانية طوابق بمساحة إجمالية تبلغ 450.000 قدم مربع، بالإضافة إلى مرآب للسيارات يتسع لـ 1200 سيارة ومصنع تبريد مركزي، اعتبرت الكلية من قبل الكلية أنها قوية للغاية ومكلفة للغاية لصيانتها. تم تدميرها عن طريق الانفجار الداخلي في 18 سبتمبر 2011.
اعتبارًا من يناير 2013، يعد الموقع أحد أكبر فروع إتش بي، حيث يعمل حوالي 7000 موظف في جميع أقسام إتش بي الستة. في عام 2018، أعلنت الشركة عن بيع حرم كومباك إتش كيو السابق بالكامل.

## المنافسون
تنافست شركة كومباك في الأصل مباشرة مع شركة آي بي أم، حيث قامت بتصنيع أنظمة كمبيوتر مكافئة لأجهزة كمبيوتر آي بي أم بي سي، بالإضافة إلى كمبيوتر أبل. في التسعينيات، مع تراجع قسم أجهزة الكمبيوتر الشخصي في شركة آي بي أم، واجهت كومباك الشركات المصنعة الأخرى المتوافقة مع أجهزة الكمبيوتر الشخصية مثل ديل كمبيوتر وباكارد بيل وإي أس تي ريسيرش وجات واي 2000.
بحلول منتصف التسعينيات ، كانت حرب أسعار كومباك قد مكنتها من تجاوز آي بي أم وأبل، في حين تم طرد الشركات المصنعة الأخرى المتوافقة مع أجهزة الكمبيوتر الشخصية مثل باكارد بيل وإي أس تي من السوق.
أصبحت ديل المورد الأول لأجهزة الكمبيوتر في عام 2001.
في وقت اندماجهم في عام 2002، كانت كومباك وإتش بي ثاني وثالث أكبر مصنعي أجهزة الكمبيوتر، لذلك جعلتهما المجموعة الأولى. ومع ذلك، كافحت إتش بي-كومباك المدمجة وتراجعت إلى المركز الثاني خلف ديل من 2003 إلى 2006. نظرًا لنضالات ديل في أواخر عام 2006، قادت إتش بي جميع بائعي أجهزة الكمبيوتر من 2007 إلى 2012.
خلال فترة وجودها كقسم من إتش بي، تنافست كومباك بشكل أساسي مع سلسلة أجهزة الكمبيوتر الشخصية الأخرى الموجهة للميزانية من الشركات المصنعة بما في ذلك إيسر (بالإنجليزية: Acer)‏ ولينوفو وتوشيبا. تم الاستحواذ على معظم منافسي كومباك باستثناء ديل من قبل منافسين أكبر مثل إيسر (باكارد بيل وجات واي 2000) ولينوفو التي تمتص قسم الكمبيوتر الشخصي في آي بي أم. كانت لينوفو هي الشركة الرائدة عالميًا في مجال الكمبيوتر الشخصي منذ عام 2013 فصاعدًا.

## رعاية
قبل اندماجها مع إتش بي، رعت كومباك فريق ويليامز فورمولا 1 عندما كان لا يزال يعمل بمحركات بي أم دبليو. ورثت شركة إتش بي واستمرت في صفقة الرعاية لبضع سنوات.

## وصلات خارجية
- HP-Compaq merger (washingtontechnology.com)